# ライオン・エア610便墜落事故
ライオン・エア610便墜落事故は、2018年10月29日に発生した航空事故である。スカルノ・ハッタ国際空港発デパティ・アミール空港行きのライオン・エア610便（Boeing 737 MAX-8）がスカルノ・ハッタ国際空港を離陸直後に墜落し、乗員乗客189人全員が死亡した。この事故はボーイング737 MAXで発生した初の死亡事故であり、またボーイング737シリーズで発生した事故の中で最も死者数の多いものとなった。

## 飛行の詳細

### 事故機
事故機のボーイング737 MAX 8（PK-LQP）は、製造番号7058として2018年に製造され、同年7月30日に初飛行を行ったばかりの新造機だった。ライオン・エアに納入されたのは2018年8月13日で、墜落時の総飛行時間はわずか800時間ほどだった。エンジンはCFMインターナショナル LEAPを2基搭載していた。

### 乗員乗客
| 国籍         | 乗客 | 乗員 | 合計 |
| ------------ | ---- | ---- | ---- |
| インドネシア | 180  | 7    | 187  |
| イタリア     | 1    | 0    | 1    |
| インド       | 0    | 1    | 1    |
| 合計         | 181  | 8    | 189  |

610便には乗員8人と子供1人と幼児2人を含む乗客181人の合計189人が搭乗していた。そのうち187人がインドネシア人で、その他はそれぞれインド人とイタリア人だった。乗客には財務省職員20人、会計監査院職員10人、金融開発監督庁職員2人、エネルギー鉱物資源省職員3人、弁護士3人、インドネシア警察官3人、バンカ・ブリトゥン州の地方議会議員6人と裁判官3人が含まれていた。また、イタリア人の乗客は元プロサイクリストのアンドレア・マンフレディだった。
機長は31歳のインド人男性で、2011年4月25日からライオン・エアに雇われていた。総飛行時間は6,028時間で、ボーイング737では5,176時間の飛行経験があった。機長の訓練記録には3個の指摘がされており、2017年5月25日に行われた訓練ではクルー・リソース・マネジメントを改善する必要があると指摘されていた。
副操縦士は41歳のインドネシア人男性で、2011年10月31日からライオン・エアに雇われていた。総飛行時間は5,174時間で、ボーイング737では4,286時間の飛行経験があった。副操縦士の訓練記録には13個の指摘がされていた。

## 事故の経緯

事故機の飛行経路

610便の高度と速度

610便はスカルノ・ハッタ国際空港からデパティ・アミール空港へ向かう国内定期旅客便だった。離陸予定時刻はWIB5時45分だった。
6時20分、610便は滑走路25Lから離陸した。デパティ・アミール空港へは7時20分に到着する予定だった。操縦は機長が担当し、副操縦士は計器の監視などを担当していた。デジタルフライトデータレコーダー（DFDR）によれば対気速度が80ノット (150 km/h)に達した際、左右のピッチ角（AOA）センサー間で21度の差が生じ、この状態が墜落まで続いた。DFDRの記録では、機長側のフライト・ディレクターには-1度のピッチ角が、副操縦士側のフライト・ディレクターには+13度のピッチ角が表示されていた。離陸速度に達し、前脚が離れた時点で機長席側のスティックシェイカーと離陸警報が作動した。スティックシェイカーは墜落までの間、ほぼ作動したままだった。機長は副操縦士に機体の問題について質問した。6時20分44秒、副操縦士は対気速度が一致していないと発言した。対気速度は機長席側には164ノット (304 km/h)と示され、副操縦士席側には173ノット (320 km/h)と表示されており、「IAS DISAGREE」の警告メッセージも表示された。6時21分12秒、副操縦士が高度も一致していないことに気付いた。副操縦士は管制官のレーダー上に表示されている高度について聞き、管制官は900フィート (270 m)だと返答した。この時点で機長席側には790フィート (240 m)と示され、副操縦士席側には1,040フィート (320 m)と表示されていた。6時21分52秒、副操縦士は待機経路へ向かうことを要求した。管制官は問題の詳細について聞き、副操縦士は飛行制御の問題と返答した。この時点でフラップは格納位置まで上げられた。6時22分30秒、副操縦士は5,000フィート (1,500 m)まで上昇する許可を求め、管制官は上昇の許可と左旋回を指示した。6時22分33秒、自動ANDトリムが作動し、トリムが自動的に6.1度から3.8度まで動かされた。パイロットはフラップを1度まで展開し、トリムを4.4度まで動かした。6時22分45秒、5,000フィート (1,500 m)を飛行中に機体が降下し始め、降下率が毎分3,570フィート (1,090 m)に達し、4,400フィート (1,300 m)まで降下した。3秒後、スティックシェイカーが一時的に停止した。左側のAOAセンサーは18度の機首上げを記録し、右側のセンサーは3度の機首下げを記録した。また、機長席側のPFDに速度の低下を示すバーが表示された。
6時22分54秒、再び自動ANDトリム機能が作動した。コックピットでは速度低下の警報が作動し、副操縦士は管制官にレーダー上に表示されている速度を聞いた。さらに6時23分18秒から32秒までの間に4回自動ANDトリムが作動した。副操縦士は対気速度が信頼できない場合のチェックリストを実行した。6時25分13秒、フラップが再び格納位置まで上げられた。6時25分27秒、操縦特性補助システム（MCAS）によって自動ANDトリムが2秒間作動したが、機長が6秒間機首上げ操作を行ったため解除された。6時25分40秒から6時28分01秒までの間にMCASが10回作動した。6時28分09秒、副操縦士は客室乗務員をコックピットに呼び、機長がエンジニアを連れてくるように指示した。6時29分14秒の時点で機長席側のPFDには4,770フィート (1,450 m)と示され、副操縦士席側のPFDには5,220フィート (1,590 m)と表示されていた。副操縦士は飛行制御に問題があり、手動で機体を操縦していると管制官に伝えた。6時29分38秒から6時31分までの間にMCASが6回作動し、機長は副操縦士に操縦を任せた。6時31分38秒、機長は計器に異なる高度が表示されているため、正しい高度が分からないことを報告した。6時31分15秒から6時31分43秒までの間にMCASが3回作動し、トリムが0.3度まで動いた。6時31分46秒、降下率が毎分10,000フィート (3,000 m)を超えた。この時点で機長席側には3,200フィート (980 m)と示され、副操縦士席側には3,600フィート (1,100 m)と表示されていた。5秒後、EGPWSの「Terrain Terrain」と「Sink Rate」の警報が作動し、続けて速度超過警報も作動した。6時31分53秒、MCASが作動し、1秒後にデジタルフライトデータレコーダー（DFDR）とコックピットボイスレコーダー（CVR）の記録が停止した。管制官は数度、610便への呼びかけを行ったが応答は無かった。

## 捜索
国家捜索救助局の要請を受けてインドネシア空軍、インドネシア海軍、シンガポール海軍が捜索活動を行った。国家捜索救助局はヘリコプターや船に計150人近い救助隊を乗せ、現場に向かわせた。民間の船も捜索活動に参加した。インドネシア科学技術評価応用庁はインドネシア・エアアジア8501便墜落事故での捜索にも使用された海洋調査船バルナ・ジャヤ（MV Baruna Jaya）を派遣した。7時05分、タグボートが南緯5度48分56.04秒、東経107度7分23.04秒の海面に浮かぶ機体の残骸を発見した。
国家捜索救助局は少なくとも捜索救助活動を7日間行い、必要ならば3日間の延長を行うと述べた。コマンドセンターはタンジュン・プリオクに設置された。
10月29日に国家捜索救助局の作戦部長は搭乗者の遺体が発見されたと発表し、乗員乗客は全員死亡したと推定した。ダイバーによって機体の胴体部の残骸などは回収されたが、DFDRは発見されていなかった。Muhammad Syaugi空軍中将は遺体のほとんどが発見されていないことから、多くは機内に残されたままである可能性が高いと述べた。事故現場付近の水域は視界が悪く、海流も強いためこれらによって捜索活動が妨げられた。
10月31日、最初の犠牲者の身元の確認が行われた。当局はすでに12体以上の遺体を回収しており、警察は遺族から152個のDNAサンプルを集めた。回収された数百に及ぶ事故機の残骸は全てタンジュン・プリオクへ運ばれた。遺体と残骸の捜索は主にカラワン沖で行うことになると当局は述べた。捜索活動の指揮のため、タンジュン・パキスに指令本部が置かれた。また、当局は捜索範囲を19kmから28kmに拡大した。ソナーを搭載した4隻を含む39隻の船と50人のダイバーが捜索に当たった。当局は機体に搭載されたブラックボックスの回収に焦点を当てていると述べた。警察当局は651人の警察官が捜索活動に参加し、支援したと話した。同日、捜索隊は3つの物体を発見し、そのうち1つが事故機の主翼である可能性が高いと発表した。当局は事故機から発せられた水中ロケータービーコン（ULB）の信号もこの付近で聞こえたと話した。
11月1日、捜索隊が事故機のFDRを回収した。一方でCVRは未発見であると報告された。インドネシア運輸安全委員会（NTSC）のHaryo SatmikoはFDRの損傷が激しいことは事故機が異常な状況に陥っていた証拠だと記者に話した。FDRからは直近69時間、19回の飛行におけるデータを得ることが出来、11月5日から分析を開始すると発表した。
11月2日、捜索隊は850人以上の人員と45隻の船舶を捜索活動へ投入した。空中からの捜索範囲は350kmに拡大され、海中の捜索範囲は500kmまで広げられた。捜索隊は捜索範囲で航空機のエンジン部品を発見したと報告した。加えて、着陸装置のうち1つも同日午後に回収された。また、墜落現場からは少なくとも250にのぼる遺体の一部も回収された。2つ目の着陸装置と両方のエンジンも回収された。残骸の多くはタンジュン・パキスの海岸から13.9 kmの地点に散乱していた。その付近の海域ではCVRから発せられたULBの信号も確認された。
11月2日の午後、捜索活動を行っていたダイバーの1人が死亡した。減圧症が原因とみられている。
11月4日、175人のダイバーを含む1,400人の人員と69隻の船舶、5機のヘリコプターが投入された。国家捜索救助局のMuhammad Syaugiは捜索活動をさらに3日間延長すると述べた。
11月10日に国家捜索救助局は遺体の捜索を打ち切られたが、11月22日までCVRの捜索が続けられた。11月23日には遺体の身元確認が打ち切られた。乗員乗客189人のうち外国人2人を含む125人 (男性89体、女性36体) の身元は判明したが、64人については身元が確認出来なかった。
12月14日には、ライオン・エアが260万ドルを投じ、特殊な捜索支援船を投入してCVRの捜索に着手する予定であることが報じられた。ライオン・エアはMPVエベレストを使用して12月19日から29日にかけてCVRの捜索を再び行った。ダイバーはULBの信号からCVRの位置を特定したが、回収はできなかった。
NTSCは独自でCVRの捜索を行う意向を表明し、インドネシア海軍との間で捜索用の艦船KRISPICAの貸借について交渉を始めた。2019年1月8日、国家運輸安全委員会は自己資金でCVRの捜索を始めると発表した。CVRは事故から2ヶ月以上経った2019年1月14日になってようやく墜落現場近くの水深30メートルの海底で厚さ8メートルもの泥の下に埋もれているのが発見された。

## 調査

### 国際協力
事故機のFDRはシンガポールの運輸安全調査局（TSIB）の協力のもと、2018年10月29日に回収された。オーストラリア運輸安全局（ATSB）はFDRデータのダウンロードを支援するため2人の調査官を派遣した。2018年10月31日にはアメリカの国家運輸安全委員会のエンジニアリングチームとボーイングの技術者も事故調査に参加した。また、連邦航空局とGE・アビエーションの代表者も現地入りした。
2019年8月、NTSCの作成した報告書の草稿がリークされた。草稿では設計と監視の失効が非難されており、また事故原因としてパイロットエラーとメンテナンスエラーに関する100近い要素が列挙された。匿名の情報筋によれば草稿に挙げられた41個の過失のうち25個がライオン・エアの過失であるとされていたことから、同社は反対意見を表明した。

### 事故以前の不具合
事故機は墜落の前夜にスカルノ・ハッタ国際空港からングラ・ライ国際空港へ向かう043便で使用されていた。詳細な報告から、そのフライトでも飛行制御に深刻な問題があり、数秒で200フィート (61 m)近く降下していたことが判明した。乗客達は激しい機体の揺れとゴムが焦げたような匂いを報告していた。シートベルトの着用サインは離陸から着陸までつけられたままだった。パイロットはPAN-PAN(準緊急事態宣言)を宣言したがその後キャンセルし、ジャカルタへの飛行を継続した。
このフライトについての飛行日誌によれば、機長席側の計器に不具合が見られたが、副操縦士側の計器は正常に作動していた。
乗客は機体のエンジンに問題があるため、エンジニアが修理を完了するまで搭乗しないように言われていたと証言した。離陸後、パイロットは高度の維持に関する問題に直面し、乗客は当時の状況について「ジェットコースターに乗っているようだった」と語った。ライオン・エアの最高経営責任者であるエドワード・シレイトは事故機は墜落の前夜、「技術的な問題」を抱えていたが、問題はメーカーのマニュアルに沿って対処されていたと話した。エンジニアは墜落の当日、事故機が飛行可能であると判断していた。その後の調査で、事故前夜のフライトではもう1人パイロットがコックピット内におり、スタビライザートリム・モーターへの電力遮断を指示し、問題の解決を手助けしていたことが明らかとなった。このことについてNTSCは事故前夜のフライトにボーイング737 MAXの飛行資格を持つ非番のパイロットが搭乗していたことを確認したが、そのパイロットが問題の解決にどのように関わったかなどは確認できなかったと述べた。

### 事故原因に関する初期の見解
610便の飛行が不安定だったことからインドネシアの航空に関する専門家であるゲリー・ソエハトマンはピトー管の不具合が墜落に繋がった可能性を指摘した。
インドネシアの気象気候地球物理庁は墜落当時、北西から5ノット (9.3 km/h)の風が吹いていたが、積乱雲なども無く天候は良好だったと述べた。インドネシア警察当局は搭乗者の遺体の状態から、機内で爆発や火災が発生していた可能性は低いと話した
。

### 異常な飛行経路
専門家達は610便の高度と速度に問題があったことについて指摘した。離陸からわずか3分後に機長は飛行制御に問題があることを報告し、空港へ引き返す許可を求めていた。自動的に送信された事故機のデータによれば離陸から8分後、610便は5,000フィート (1,500 m)付近まで上昇したが、高度は変動し続けていた。平均の速度は300ノット (560 km/h)ほどで、10,000フィート (3,000 m)以下で飛行する際の制限速度である250ノット (460 km/h)を上回っていた。離陸から10分後、610便は急降下し始め、3,000フィート (910 m)以上の高度を失った。

### 2018年11月時点での調査結果
11月5日、NTSCは回収された機体の残骸が断片化していることから、墜落時に機体に欠損などは無く、速度が速かったために破片が細かくなったと推測した。また、NTSCは墜落時にエンジンは高回転状態であったと結論付けた。調査により、事故機の対気速度計の1つが墜落以前の4回の飛行でも誤った数値を表示していたことが明らかになった。
11月7日、NTSCは事故機の迎角（AOA）センサーに問題があったことを確認した。ライオン・エアのエンジニアは問題の解決を図るため、AOAセンサーの1つを交換したが対気速度計の問題は解決せず、事故機が043便として運航されている際にも再発し、左右のAOAセンサー間で20度のずれが生じていた。043便のパイロットは通常よりも低い高度で飛行を継続し、無事にジャカルタへ着陸した。NTSCのSoerjanto Tjahjonoは同型機で同様の問題が発生することを防ぐための対策はボーイングとFAAによって講じられると述べた。
11月28日、NTSCの調査官は墜落以前の飛行において事故機には耐空性が無かったと話した。同日、一部の遺族がボーイングに対して訴訟を起こした。

### 中間報告書
11月28日、中間報告書が発表された。事故の2日前、事故機のAOAセンサーが交換され、テストが行われていた。しかし、事故前夜にも対気速度計の問題とMCASによる誤った機首下げが発生した。パイロットはスタビライザー暴走時のチェックリストを実行し、スタビライザートリムの自動調整機能をオフにして手動でトリムを調節することで飛行を継続した。610便でも離陸直後に誤ったAOAデータが送信され、MCASによる機首下げ操作が続き、パイロットは10分の間機首下げ操作に対抗し続けた。中間報告書ではパイロットがスタビライザー暴走時のチェックリストを実行したか、及びスタビライザートリムの自動調整機能をオフにしていたかは記述されなかった。

### MCAS
MCASはボーイング737 MAXシリーズに搭載された失速回避のための機能であった。ボーイング737MAXは、従来のボーイング737シリーズの機体と比べて搭載されたエンジンが大きく、機首が上がりやすい特性を持っていた。MCASが作動する条件は以下の通りであった。
- フラップが格納された状態であること
- AOAが大きいこと
- 自動操縦が作動しておらず、手動操縦で飛行している状態であること

AOAなどの情報は機体に搭載されたフライト・コントロール・コンピューター（FCC）からの情報に基づいて判断されていた。FCCは2基搭載されているが、MCASはそのうち片方からの情報のみを基にしていた。デフォルトでは機長席側のFCCが選択され、その後フライトごとにFCCのソースが自動的にもう一方に切り替わるよう設計されていた。

### 最終報告書
2019年1月に8月から9月の間最終報告を発行する予定であることが発表され、10月25日に最終報告書が発行された。報告書では9つの事故要因が挙げられた。
- ボーイング737 MAX-8の設計・認証時に、現行の業界のガイドラインに従って不具合に対する乗員の対応が検討され、適合していると判断されたが誤った仮定がされていた。
- パイロットの対応に関して誤った仮定がされていたため、MCASが単一のFCCに依存する設計が適切であると判断された。
- MCASは単一のAOAセンサーに依存するように設計されており、センサーからの誤ったデータに対して脆弱だった。
- MCASに関するガイダンスがなく、マニュアルや乗員の訓練でトリムの使用に関する説明が詳細に行われなかったため、パイロットがMCASの誤作動に対して適切に対処することが困難であった。
- AOAの不一致警告は、ボーイング737 MAX-8の開発中に正しく有効化されていなかった。その結果、飛行中に誤って較正された迎角センサーが表示されず、パイロットが文書で報告することが出来なかったため、整備士が誤って較正された迎角センサーを識別するのに利用できなかった。
- 事故機に取り付けられた交換用迎角センサーは、以前の修理中に誤って較正されていたが、修理中には発見されなかった。
- 調査では、AOAの設置テストが適切に実行されたことを判断できなかった。また、誤った較正は検出されなかった。
- 継続的なスティックシェーカーおよび水平安定板暴走時のチェックリスト（Runaway Stabilizer NNC）の使用に関する、航空機の飛行記録および整備日誌が欠如していた。これによってジャカルタの整備担当者と事故機のパイロットが情報を得ることができなくなり、適切な行動を取ることをより困難にした。
- 多数の管制通信、複数の警報、精神的な動揺、繰り返したMCASの作動を効果的に管理できなかった。これは手動操縦、チェックリストの実行、乗員のコミュニケーションの困難な状況と能力が原因で、クルー・リソース・マネジメントの適用と作業量管理が効果的でなかった。これらのパフォーマンスは訓練中にも確認されており、610便のフライトでも同様の状況に陥っていた。

NTSC主任調査官のNurcahyo Utomoは、9つの要因は全て関連しており、1つでも発生しなければ事故は起きなかった可能性が高いと述べた。

## 事故後
2019年3月10日、エチオピア航空302便が同様の不具合に見舞われ墜落した。2件の墜落事故を受けてFAAはボーイング737MAXの飛行停止を命じた。世界中で同機の運航が取りやめられたが、2020年12月に運航が再開された。

## 映像化
- メーデー!:航空機事故の真実と真相 第19シーズン第4話「Grounded: Boeing Max 8」
- 地に落ちた信頼: ボーイング737MAX墜落事故 | Netflix